# Apidium
Genre
Apidium est un genre éteint de singes appartenant à la famille des Parapithecidae. Il vivait en Égypte au début de l'Oligocène, il y a environ 30 millions d'années.

## Historique
Les premiers fossiles d'Apidium ont été découverts en 1907 dans la dépression du Fayoum, en Égypte, par les membres d'une expédition du Musée américain d'histoire naturelle, à New York. Le paléontologue américain et descripteur du genre Henry Fairfield Osborn crut en 1908 que la mandibule d’Apidium appartenait à un bovin primitif (le taureau sacré de la mythologie égyptienne est dénommé Apis en grec et en latin).

## Description
Apidium mesurait 25 à 30 cm de longueur sans la queue. Il vivait dans les forêts tropicales de l'Égypte de l'époque. Il était omnivore et se nourrissait de jour.
On estime qu'il se déplaçait de branche en branche de la même manière que les singes actuels, et qu'il vivait en petites troupes arboricoles.

## Datation
Les fossiles d’Apidium ont d'abord été datés entre 35,4 et 33,3 millions d'années, d'après l'âge estimé de la formation géologique Djebel Qatrani où ils ont été trouvés. En 2006, Erik Seiffert a proposé de réviser l'âge de cette formation entre 30,2 et 29,5 millions d'années, c'est-à-dire sensiblement à l'Eocène supérieur et aussi après le début de l'Oligocène.

## Classification
Phylogénie des familles de singes, d'après Perelman et al. (2011) et Springer et al. (2012) :
| Cercopithecoidea | Cercopithecidae (Babouin, Macaque, Colobe…)                                                                   |
|                  | Cercopithecidae (Babouin, Macaque, Colobe…)                                                                   |
| Hominoidea       | \| \| Hylobatidae (Gibbon) \| \| \| \| \| \| Hominidae (Orang-outan, Gorille, Chimpanzé et Homme) \| \| \| \| |
|                  | \| \| Hylobatidae (Gibbon) \| \| \| \| \| \| Hominidae (Orang-outan, Gorille, Chimpanzé et Homme) \| \| \| \| |
|                  | Hylobatidae (Gibbon)                                                                                          |
|                  | |
|                  | Hominidae (Orang-outan, Gorille, Chimpanzé et Homme)                                                          |
|                  | |

|  | Hylobatidae (Gibbon)                                 |
|  |                                                      |
|  | Hominidae (Orang-outan, Gorille, Chimpanzé et Homme) |
|  |                                                      |

|  | Cebidae (Sapajou, Singes-écureuil, Ouistiti, Tamarin…)                                                  |
|  | |
|  | \| \| Pitheciidae (Saki, Ouakari, Titi…) \| \| \| \| \| \| Atelidae (Atèle, Singe-hurleur…) \| \| \| \| |
|  | |
|  | Pitheciidae (Saki, Ouakari, Titi…)                                                                      |
|  | |
|  | Atelidae (Atèle, Singe-hurleur…)                                                                        |
|  | |

|  | Pitheciidae (Saki, Ouakari, Titi…) |
|  |                                    |
|  | Atelidae (Atèle, Singe-hurleur…)   |
|  |                                    |

| Cercopithecoidea | Cercopithecidae (Babouin, Macaque, Colobe…)                                                                   |
|                  | Cercopithecidae (Babouin, Macaque, Colobe…)                                                                   |
| Hominoidea       | \| \| Hylobatidae (Gibbon) \| \| \| \| \| \| Hominidae (Orang-outan, Gorille, Chimpanzé et Homme) \| \| \| \| |
|                  | \| \| Hylobatidae (Gibbon) \| \| \| \| \| \| Hominidae (Orang-outan, Gorille, Chimpanzé et Homme) \| \| \| \| |
|                  | Hylobatidae (Gibbon)                                                                                          |
|                  | |
|                  | Hominidae (Orang-outan, Gorille, Chimpanzé et Homme)                                                          |
|                  | |

|  | Hylobatidae (Gibbon)                                 |
|  |                                                      |
|  | Hominidae (Orang-outan, Gorille, Chimpanzé et Homme) |
|  |                                                      |

|  | Cebidae (Sapajou, Singes-écureuil, Ouistiti, Tamarin…)                                                  |
|  | |
|  | \| \| Pitheciidae (Saki, Ouakari, Titi…) \| \| \| \| \| \| Atelidae (Atèle, Singe-hurleur…) \| \| \| \| |
|  | |
|  | Pitheciidae (Saki, Ouakari, Titi…)                                                                      |
|  | |
|  | Atelidae (Atèle, Singe-hurleur…)                                                                        |
|  | |

|  | Pitheciidae (Saki, Ouakari, Titi…) |
|  |                                    |
|  | Atelidae (Atèle, Singe-hurleur…)   |
|  |                                    |

Les Parapithecidae sont considérés comme une famille basale de singes, précédant la subdivision entre Platyrrhiniens (singes du Nouveau Monde) et Catarrhiniens (singes de l'Ancien Monde).

## Liste des espèces
Selon GBIF (18 juin 2022) :
- † Apidium bowni Simons, 1995
- † Apidium kraeusei Kiesow, 1896
- † Apidium moustafai Simons, 1962
- † Apidium phiomense Osborn, 1908
- † Apidium phiomensis Osborn, 1908
- † Apidium zuetina Beard et al., 2016

## Publication originale
- (en) Henry Fairfield Osborn, « New fossil mammals from the Fayûm Oligocene, Egypt », Bulletin of the American Museum of Natural History, New York, Musée américain d'histoire naturelle, vol. 24, no 16,‎ 1908, p. 265-272 (ISSN 0003-0090 et 1937-3546, OCLC 1287364, lire en ligne).